# Stacy Horn
Stacy Horn (née le 3 juin 1956 à Norfolk, en Virginie) est une auteure, femme d'affaires et journaliste américaine. 

## Biographie
Elle a grandi à Long Island, à New York, et a obtenu un baccalauréat en beaux-arts de l'université Tufts, puis un master du programme de télécommunications interactives de l'université de New York.
En 1990, après avoir travaillé en tant qu'analyste en télécommunications pour Mobil Corporation, Horn a fondé Echo, l'une des premières communautés en ligne.

## EchoNYC
Stacy Horn a fondé en 1990 EchoNYC, un forum Internet rassemblant principalement des habitants de New York. Ce forum utilisait le Bulletin board system  (signifiant littéralement « système de bulletins électroniques »), couramment abrégé sous le sigle BBS ou babillard électronique en français québécois.
C'est l'une des plus anciennes communautés sur internet. Horn a ensuite décidé qu'Echo était l'acronyme de "East Coast Hang Out". Les membres de ce forum sont appelés Echoids.
Horn considérait Echo comme un lieu où la conversation pouvait porter sur la littérature, le cinéma, la culture et le sexe, plutôt que sur la technologie informatique. Initialement créé dans l'appartement de Horn à Greenwich Village pendant son temps libre, Echo a rapidement élargi son influence et a finalement consommé une grande partie de la bande passante sur les lignes téléphoniques de son quartier de Greenwich Village, obligeant son opérateur téléphonique New York Telephone à acheminer l'information par un câble séparé vers l'appartement de Horn. En 1990, Echo est devenue une société avec certains membres choisis par Horn pour leurs "fortes personnalités en ligne", chargés de créer des discussions attrayantes pour attirer les utilisateurs.

## Activités éditoriales
Son premier livre, Cyberville: Clicks, Culture, and the Creation of an Online Town (Warner Books, 1998), décrit la communauté qui s'est formée sur Echo, les problèmes rencontrés par Horn en tant qu'administratrice d'Echo et ses observations sur la nature du monde virtuel. Au cours des années 1990, elle a souvent été décrite et citée dans des articles sur la vie et les affaires sur Internet. Son livre est encore utilisé dans les cours de sociologie des communautés virtuelles.

## Publications
- Damnation Island: Poor, Sick, Mad, and Criminal in 19th-Century New York, 2018
- Imperfect Harmony: Finding Happiness Singing with Others, 2013
- Unbelievable: Investigations into Ghosts, Poltergeists, Telepathy, and Other Unseen Phenomena, from the Duke Parapsychology Laboratory, 2009
- The Restless Sleep: Inside New York City's Cold Case Squad, 2006
- Waiting for My Cats to Die: A Morbid Memoir, 2002
- Cyberville: Clicks, Culture, and the Creation of an Online Town, 1998